# Течение беременности у человека
Беременность делится на три периода по три месяца каждый, которые называются триместрами. Также внутриутробное развитие человека принято разделять на два периода: эмбриональный (или зародышевый) и фетальный (или плодный). Эмбриональный период длится от оплодотворения яйцеклетки до конца 8 недели беременности (или 10 недели акушерского срока, то есть от последней менструации). Во время эмбриогенеза происходят оплодотворение, дробление эмбриона, его имплантация, гаструляция (образование зародышевых листков), формирование органов, плацентация. Поэтому эмбриогенез и первый триместр беременности в целом, когда формируются основные системы жизнедеятельности будущего человека, считается важным.

Датировка беременности от даты последней менструации до родов

Традиционно, согласно правилу Негале, которое используют для вычисления даты рождения, беременность человека длится около 40 недель, или 280 дней, от первого дня начала последней менструации (начала менструального цикла). Ребёнок, рождённый до 37 недель, считается недоношенным, тогда, когда после 43 недель переношенным.

## Первый триместр

### 1-2 неделя от зачатия (3-4 неделя от последней менструации)

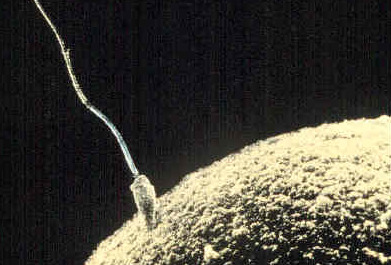
Сперматозоид и яйцеклетка в момент оплодотворения

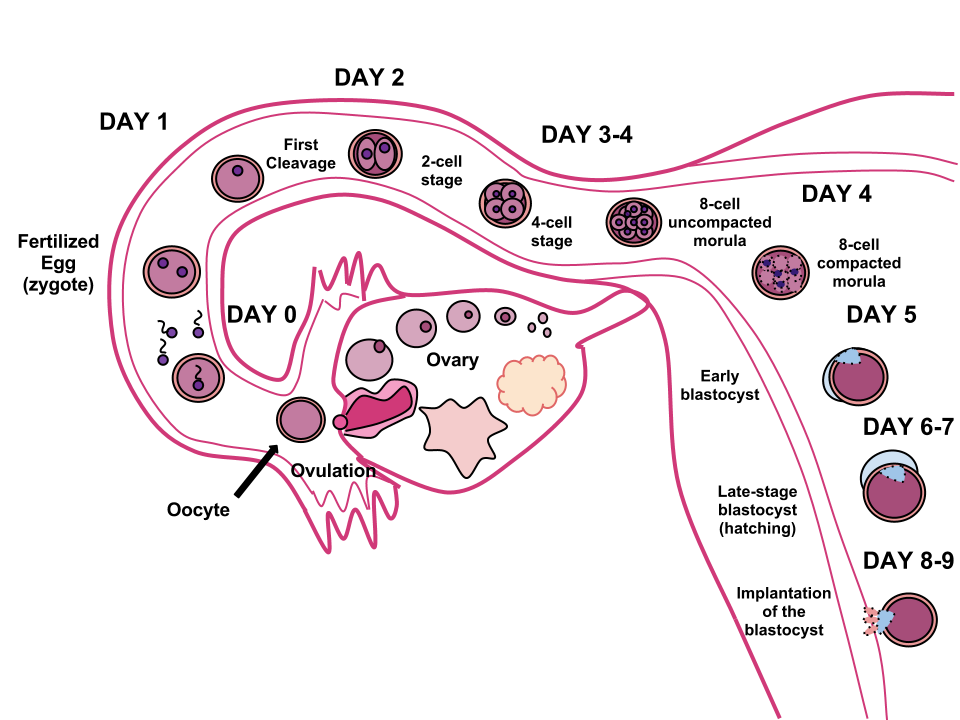
Развитие эмбриона в первую неделю беременности

Развитие плода начинается с момента оплодотворения яйцеклетки женщины сперматозоидом мужчины. Оплодотворение возможно в период овуляции, когда созревшая яйцеклетка выходит из яичника. Период овуляции обычно приходится на 10-16 день менструального цикла, но может быть сильно смещён. После овуляции яйцеклетка попадает в маточную трубу и сохраняет жизнеспособность в течение приблизительно одних суток. Сперматозоиды же способны к оплодотворению в течение 2-3 суток после семяизвержения.
Оплодотворение происходит в маточной трубе. При слиянии яйцеклетки и сперматозоида образуется новая клетка — зигота, которая в течение 3-4 дней перемещается по маточной трубе в сторону матки. Перемещение эмбриона по маточной трубе происходит благодаря току трубной жидкости (за счёт биения ресничек стенки трубы и перистальтическим сокращениям мышц). Спустя 26-30 часов после оплодотворения зигота начинает делиться и образует новый многоклеточный эмбрион. Спустя двое суток после оплодотворения эмбрион состоит из 4 клеток, спустя 3 суток — из 8 клеток, спустя 4 суток — из 10-20 клеток, спустя 5 суток — из нескольких десятков клеток. Процесс деления яйцеклетки называют «дроблением», потому что размер эмбриона не увеличивается, а каждая дочерняя клетка уменьшается в размере.
На протяжении первых 4 дней развития эмбрион человека имеет размер около 0,14 мм.
Начиная с 5-го дня эмбрион растёт, к 6-му дню размер эмбриона — около 0,2 мм.
К 4-му дню развития дробящийся эмбрион выходит из маточной трубы в матку. К тому времени эмбрион, выглядевший как неорганизованная группа клеток, формирует подобие полого шара. Эта стадия развития называется бластоциста. В конце первой недели бластоциста вселяется в эндометрий (слизистая матки) — этот процесс называется имплантацией. Эндометрий поставляет развивающемуся эмбриону питательные вещества. Со временем эту функцию возьмёт на себя плацента, которой пока нет.
Пол будущего ребёнка зависит от половых хромосом. При слиянии яйцеклетки со сперматозоидом, несущим хромосому Х, родится девочка, а при слиянии со сперматозоидом, имеющим хромосому Y, — мальчик. Таким образом, пол ребёнка зависит от половых хромосом отца. Вероятность забеременеть двумя детьми естественным путём составляет 1:89.
На 7—8-й день при нормальной беременности происходит имплантация эмбриона в стенку матки (в патологических случаях может развиться внематочная беременность, когда эмбрион проникает в стенку маточной трубы). Также на 7 день трофобласт — внешний слой зародыша — начинает продуцировать специфический гормон — хорионический гонадотропин (ХГЧ). Он сообщает организму матери о наступлении беременности и побуждает его к дальнейшим физиологическим изменениям и перестройке, и именно по его уровню в моче женщины или крови можно установить факт беременности в первые две недели.
Уровень ХГЧ у ожидающих двойню, чаще всего высокий. Иногда это может быть первым признаком того, что вынашивается несколько эмбрионов. Средний ХГЧ для одного эмбриона через 18 дней после овуляции — 70 мЕ/л, а для двойни он составляет 200 мЕ/л в тот же день. Но тем не менее, это не самый достоверный способ определения многоплодной беременности.
Некоторые женщины в период имплантации испытывают сокращение матки и небольшое кровомазание, которое могут спутать с менструальным кровотечением, поскольку имплантация иногда совпадает по времени с ожидаемыми месячными. Но кровотечение при имплантации всегда очень скудно и не длится долго. Кроме того, она не сопровождается болевыми ощущениями.

### 3-4 неделя от зачатия (5-6 неделя от последней менструации)

Мозг четырёхнедельного эмбриона

В состоянии женщины начинают проявляться первые признаки беременности: задержка менструации, возможны появление утренней тошноты, частого мочеиспускания в течение дня, повышение базальной температуры выше 37 °C, возможны с высокой вероятностью повышенная раздражительность, плаксивость.
С каждым днём развития форма эмбриона усложняется. К третьей неделе образуется нервная трубка, которая пройдёт по всей длине эмбриона, дав начало головному и спинному мозгу. Выпуклость в центральной части эмбриона разовьётся в сердце. В это же время начинает формироваться плацента — именно через неё и так называемые ворсины хориона эмбрион получает питательные вещества от своей матери.
К 3-й неделе размер эмбриона — около 4 мм. К этому времени эмбрион представляет собой яйцевидное образование (так называемое «плодное яйцо»). В плодном яйце выделяют собственно зародыш и так называемые внезародышевые органы: хорион, амнион и желточный мешок.
На 21-й день, однако, уже начинают формирование головной и спинной мозг. На 21-й день после зачатия также начинает биться сердце (сердечная трубка, а не сердце) эмбриона.
К концу 4-й недели устанавливается циркуляция крови, полностью сформирована пуповина, глазные впадины, зачатки рук и ног. Начинается закладка важнейших органов — печени, почек, органов пищеварения, выделительной системы.
Пузырьки, из которых позже сформируются глаза, и будущие слуховые проходы, которые сформируют внутреннее ухо, располагаются по бокам головы.

### 5-6 неделя от зачатия (7-8 от последней менструации)
Каждая женщина со сроком беременности 5-6 недель должна посетить женскую консультацию для своевременного выявления нарушений здоровья. Известно, что на 5 неделе периодические боли внизу живота и в пояснице, чувство давления на прямую кишку, чрезмерные выделения из влагалища могут свидетельствовать об угрозе выкидыша.
Беременность вносит много изменений в состояние шейки матки. На этой неделе сформируется слизистая пробка, которая заполнит цервикальный канал и будет дополнительно защищать будущего ребёнка от инфекций. Эта пробка выйдет за несколько дней или часов до родов (а может быть, непосредственно во время них).
На 5-й неделе формируется пуповина. Она является связующим звеном между плацентой и эмбрионом в течение всей беременности, обеспечивая его кислородом и питательными веществами и выводя продукты его метаболизма. Пищеварительный тракт и дыхательная система эмбриона продолжают формироваться.
На 5-й неделе у эмбриона появляются подобия кистей рук — пока они имеют форму весла. Начинают формироваться половые железы, появляются первичные половые клетки.
На 6-й неделе формируются черты лица, глаза, нос, челюсти, а также развиваются конечности. Пальцы ещё только начинают формироваться, но руки уже могут сжиматься в кулачках, сгибаться в локтях, а ноги — в коленях. Глаза становятся более похожими на человеческие, поскольку они начинают производить цветной пигмент радужки и у них формируется сетчатка. Кишечник становится длиннее и ему уже не хватает места в животе эмбриона, поэтому до 10-й недели он частично выходит в пуповину.
К настоящему времени половые органы эмбриона уже приобретают характерный вид, но они ещё не развились достаточно для того, чтобы при ультразвуковом исследовании можно было определить пол. Начинает формироваться яичко.

### 7-8 недели от зачатия (9-10 неделя от последней менструации)

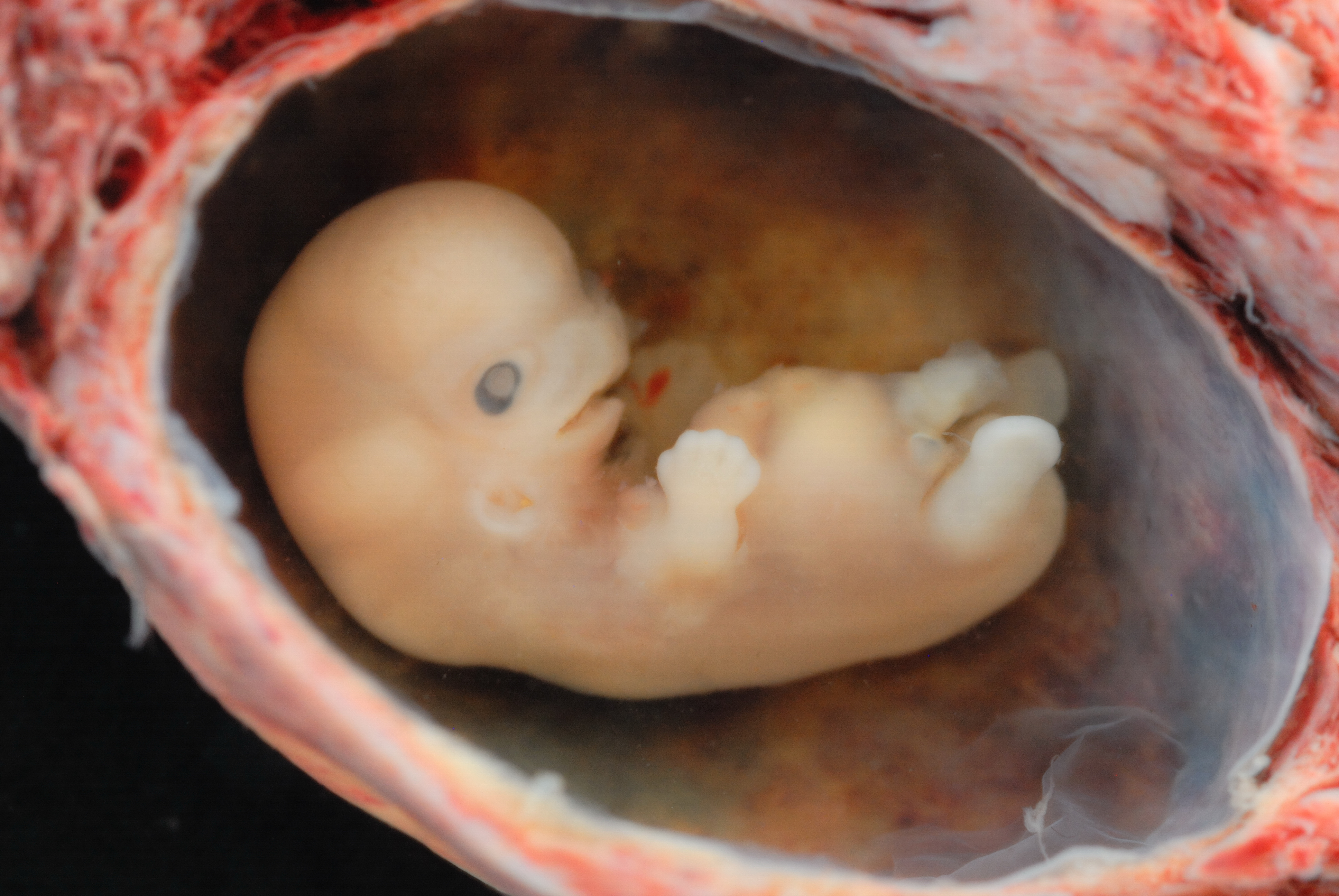
8-недельный эмбрион человека

К 7-й неделе длина тела эмбриона — 2,3 см, вес — 2 г. Хвост, который находился в конце позвоночника эмбриона, на этой неделе полностью исчезает.
На 7-й неделе беременности начинает формироваться плацента, одновременно с этим она сама начинает производить гормоны. Сердце эмбриона в это время становится четырёхкамерным, формируются крупные кровеносные сосуды, происходит развитие эндокринных желез, развивается мозг. На конечностях полностью сформировались пальцы, эмбрион впервые начинает двигаться в материнском теле.
У эмбриона развился кончик носа. Слой кожи, покрывающей глаза, разделился на веки, которые станут более заметными в ближайшие несколько недель. Пищеварительная система продолжает развиваться. Сформировался задний проход, а кишечник стал длиннее. К тому же, на этой неделе начинают развиваться репродуктивные органы — яички и яичники.
На 8-й неделе, если в генотипе плода присутствует ген SRY, располагающийся, как правило, в Y-хромосоме, инициируется процесс формирования яичек, которые начнут производить гормон тестостерон, и у плода сформируются мужские половые признаки. Гонады заселяются первичными половыми клетками. Зарождается зрительный нерв. Почки начинают вырабатывать мочу. Появляется половой бугорок, урогенитальная и анальная мембраны. Хотя половые органы плода развиваются быстро, женские или мужские наружные гениталии сформируются к концу 9-й недели. А четко дифференцировать их можно будет начиная с 12 недели.

### 9-10 недели от зачатия (11-12 неделя от последней менструации)
Организм матери начинает перестройку собственного обмена веществ, чтобы быть в состоянии обеспечить плод всеми необходимыми питательными веществами. Неспособность быстро приспособиться к изменению обменных процессов часто оборачивается токсикозом. Это состояние в первой половине беременности может сопровождаться тошнотой, рвотой, слюнотечением, а также снижением веса.
На 10-й неделе у плода полностью сформирована ротовая полость, лицо, полушария мозга, кишечник, прямая кишка, желчные протоки. Верхняя губа сформирована. Возникают вкусовые рецепторы языка. Начинается развитие мозжечка, который отвечает за координацию движений человека.
Появляется чувствительность кожи генитальной области. У девочек формируется клитор, у мальчиков — половой член.
В эритроцитах плода появляются различные агглютиногены (А и В, М и N, Rh), определяющие группу крови.
Далее развитие описывается в акушерских неделях.

### 11-12 недели
С 11-й недели начинается плодный или фетальный период развития. Организм матери в норме успевает приспособиться к новым условиям, у неё исчезают тошнота и другие симптомы токсикоза. Одновременно выравнивается настроение, исчезают чрезмерная усталость и раздражительность. Базальная температура снижается до обычного уровня, ниже 37 °C. На физиологическом уровне становится заметным рост матки, её размер достигает кулака женщины. Матка становится слишком большой, чтобы оставаться на своём обычном месте в самом низу живота, и начинает подниматься в брюшную полость.
К 12-й неделе тимус (вилочковая железа) напоминает зрелый орган. В тимусе происходит дифференцировка лимфоидных стволовых клеток в Т-лимфоциты.
Развитие лица продолжается: уши перемещаются к своему постоянному положению по сторонам головы.
Продолжается формирование гонад и становится возможным распознавание пола эмбриона, так как урогенитальная мембрана дифференцируется по мужскому и женскому типу. Становятся различимы яички и яичники. Происходит формирование анального отверстия.

### 13-14 недели
К 13-й неделе размер плода — 7,5 см, вес — около 23 г. Сформировалась плацента — теперь именно она обеспечивает плод кислородом, питательными веществами и выводит отходы. Плацента также продуцирует прогестерон и эстроген, которые помогают поддерживать беременность. До этого момента веки закрыты — они защищают развивающиеся глаза. Плод уже может класть пальцы в рот, но сосательная мускулатура ещё не развилась. Заканчивают развиваться голосовые связки. В ротовой полости присутствуют закладки 20 зубов.
Поджелудочная железа, желчный пузырь и щитовидная железа уже развиты, почки производят мочу, а костный мозг — лейкоциты, которые будут справляться с инфекциями после рождения.
У плода мужского пола начинается развитие предстательной железы (простаты). Активно размножаются половые клетки (оогонии) у плодов женского пола. К моменту рождения число оогоний прогрессивно уменьшается и составляет около 4 — 5 % от исходного. Общее число половых клеток к моменту рождения составляет около 300 000—400 000.
При определённых обстоятельствах (например, если беременная старше 35 лет) гинеколог может порекомендовать проведения процедуры амниоцентеза. Это анализ, который обычно делается между 15 и 18 неделями и может выявить аномалии развития плода (например, синдром Дауна). Во время процедуры тонкая игла вводится через брюшную стенку в плодный пузырь, в котором находится плод. При этом берётся проба околоплодных вод и проводится их анализ. Амниоцентез является фактором риска прерывания беременности (хотя этот риск минимальный).
На 14-й неделе размер плода — около 9 см, вес — около 43 г. К настоящему времени гениталии плода полностью развиты, но их все ещё непросто идентифицировать при ультразвуковом обследовании. В организме плода начинают вырабатываться тиреоидные гормоны, поскольку у плода развилась щитовидная железа.
С 14-17-й недели костный мозг уже производит кровяные клетки, его печень секретирует желчь, а поджелудочная железа продуцирует инсулин. Плод покрыт пушковыми волосами, которые называются лануго — они выпадут до момента родов.
На 13-14-й акушерских неделях плод напоминает внешне маленького человека, завершено формирование основных органов и их систем (источник?). Завершается первый триместр беременности.

## Второй триместр

### 15-16 недели

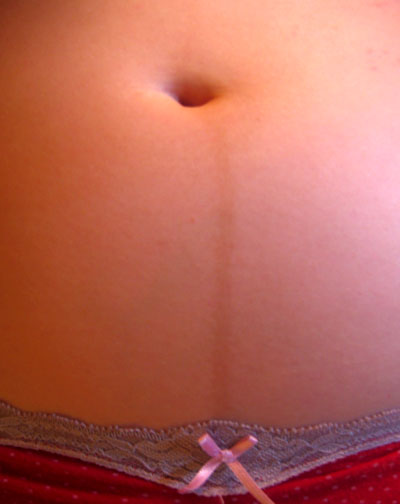
Linea nigra

В результате увеличения выработки меланина (которое в свою очередь вызывается увеличением количества эстрогенов) возможно потемнение сосков и кожи вокруг них, на животе появляется тёмная срединная линия, так называемая, Linea nigra. Гиперпигментация проходит после родов.
На 15-й неделе размер плода — 10 см, вес — 70 г. Плод гримасничает, поскольку его лицевые мышцы развиты и сокращаются. Кишечник переместился из области пуповины в брюшную полость плода, его печень начинает вырабатывать желчь, которая позже поможет переваривать жиры, а его поджелудочная железа вырабатывает инсулин (гормон, который превращает глюкозу в энергию). До этой недели кожные покровы уже полностью сформированы, но они настолько нежные и прозрачные, что под кожей можно видеть кровеносные сосуды.
Продолжается рост бровей и волос на голове. Глаза плода уже почти заняли своё привычное место, но они ещё довольно низко расположены на лице. Развитие скелета и мышц продолжается — плод делает много движений головой, ртом, руками, запястьями, кистями, ногами и стопами.
Хорошо прослушиваются сердцебиения плода. Сердце функционирует и перекачивает около 600 мл крови в сутки. У плода появляются потовые железы. Развиваются зубы. Начинают функционировать слюнные железы.
На 16-й неделе плод и плацента представляют единую систему, плод уже свободно плавает в амниотической жидкости (околоплодных водах). В это время выполняют инвазивную процедуру амниоцентеза, анализ околоплодной жидкости позволяет диагностировать врождённые и генетические заболевания.
При осмотре наружных гениталий можно определить пол плода.

### 17-18 недели
На 17-й неделе размер плода — около 13 см, вес — 140 г. Сейчас он весит уже больше плаценты. Его тело покрыто мягким слоем пушковых волос лануго, которые распределены по его телу волнообразно — как рисунок отпечатков пальцев. Кожа все ещё очень тонкая. Под ней начинает откладываться так называемый бурый жир, который будет играть роль в теплообразовании. В ближайшие недели плод научится двигать глазными яблоками. Плацента растёт вместе с плодом. Сейчас в ней расположены тысячи кровеносных сосудов, которые приносят питательные вещества и кислород от материнского организма к растущему плоду.
До 18-й недели завершается формирование иммунной системы.
В конце 4 месяца беременности женщина начинает чувствовать движения плода.
Груди заметно изменились по сравнению с тем, какими они были в начале беременности. Гормоны готовят их к производству молока — в грудь поступает больше крови, а молочные железы растут, готовясь к грудному вскармливанию. Благодаря этому объём груди может увеличиться (у многих — на один-два полных размера) и под кожей становятся видимыми вены.

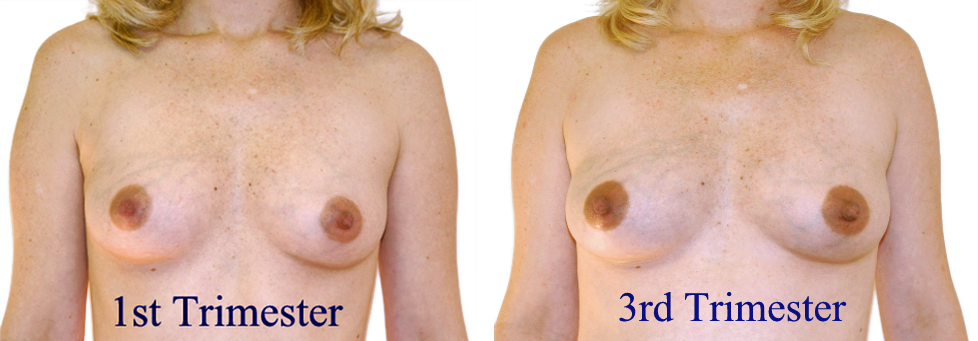
Рост груди в течение беременности.

На 18-й неделе размер плода — около 14 см, вес — 190 г. Так же, как и на более ранних сроках, плод может слышать звуки с помощью уха, которое до сих пор было устроено достаточно примитивно. Но на этой неделе косточки уха формируются полностью, вместе с той частью мозга, которая отвечает за слух. Он часто меняет положение тела, скрещивает ноги, сосёт палец. Его сетчатка становится светочувствительной и теперь может реагировать на яркий свет из внешнего мира. Глаза сформированы, возникает рефлекс моргания. Уши занимают постоянное положение по бокам головы. Кости плода уже сформированы, но только начинают твердеть.
Появляется кожная чувствительность живота и ягодиц. Заканчивается формирование матки у плода женского пола. Зародыши молочных зубов начинают покрываться дентином (основная ткань зуба). Происходит закладка постоянных зубов. Зародыш постоянного зуба находится позади каждого зародыша молочного зуба.
Плод начинает фазно спать и двигаться, но предпочитает спать.

### 19-20 недели
Пятый месяц беременности сказывается значительными перестройками в организме женщины: сердечный выброс увеличивается на 40 % от исходного уровня; почти на 500 мл возрастает объём циркулирующей крови, поэтому значительно чаще становится пульс; увеличивается объём плазмы крови по сравнению с количеством эритроцитов, одновременно снижается уровень гемоглобина.
Самочувствие женщины может ухудшиться: возникают боли в пояснице, возможна лихорадка, болезненное мочеиспускание, поскольку увеличенная матка передавливает мочевой пузырь. Застой мочи может вызвать пиелонефрит беременных, который представляет угрозу дальнейшему развитию плода.
На 19-й неделе размер плода — 15 см, вес — 240 г. Плод вырос до размера небольшого баклажана. Его тело покрыто белой вязкой субстанцией, называемой vernix caseosa (сыровидной смазкой). Она защищает тонкую нежную кожу от повреждений. Недоношенные дети могут быть покрыты такой смазкой и при рождении. Яичники плода женского пола уже содержат фолликулы с формующимися яйцеклетками. УЗИ на этом сроке беременности показывает, как плод трогает стенку плодного пузыря, прикасается к своему лицу, дотягивается руками до пуповины, берёт ногами, сосёт палец. Плод уже может использовать преимущественно правую руку или, наоборот, левую. В его мозгу сформированы нервные клетки, которые отвечают за осязание, вкус, свет, обоняние и слух — теперь все эти системы совершенствуются. Громкие звуки извне могут передаваться плоду. Он отвечает на стресс повышением своей активности. Начинается процесс миелинизации нервов, функционирует кровообращение плода. В кишечнике накапливается меконий — продукты клеточной гибели, деятельности пищеварительных желез с примесью амниотической жидкости.
К концу 20-й недели размер плода — 16 см, вес — не более 300 г. Под защитным слоем смазки кожа плода утолщается и делится на слои. Плод уже разделяет ночь и утро, день и вечер — и становится более активным в определённое время дня. Формируются ресницы.
Глаза ещё закрыты, но плод хорошо ориентируется в полости матки (Источник? Крайне сомнительно ввиду отсутствия связи рецепторов с центральной нервной системой). Например, близнецы и двойни способны находить лицо друг друга и держаться за руки.
Плод активно двигается в утробе матери, начинает глотать амниотическую жидкость.

### 21-22 недели
Плод увеличивает вес ещё на 100 г, у него одновременно быстро растут кости и мышцы. Беременной женщине следует увеличить количество кальция в пище, чтобы сохранить здоровье зубов и избавиться от спазмов в ногах (провоцируются дефицитом кальция). Во время беременности нередко появляется молочница, которая выражается покраснением вокруг входа во влагалище и дрожжевым запахом выделений, но лечение её во время беременности необходимо строго согласовывать с врачом. В это время необходимо проверить содержание железа в крови (около 20 процентов беременных женщин страдают анемией).
На 21-й неделе размер плода — около 27 см, вес — 360 г. С 21-й недели плод начинает набирать вес. Он регулярно глотает амниотическую жидкость, используя её как пищу и питьё, выводит выпитое с мочой, вдыхает и выдыхает (околоплодные воды обновляются каждые три часа). Брови и ресницы полностью сформированы. На языке образуются вкусовые сосочки. Ресницы все ещё сомкнуты, но глаза уже активны. Кишечник сформировался настолько, что в нём может всасываться небольшое количество углеводов из околоплодных вод, которые, попадая в рот, проходят через всю пищеварительную систему в толстый кишечник.
До этого момента печень и селезёнка плода отвечали за продукцию кровяных клеток. Но теперь эту функцию берёт на себя костный мозг (селезёнка перестанет производить кровяные клетки к 30-й неделе, а печень — за несколько недель до рождения).
В зачатке молочных зубов начинается отложение известковых солей и окончательное формирование дентина (основной ткани зуба). Образование зубной эмали происходит несколько позже.
Репродуктивная система плода продолжает развиваться. Яички плода мужского пола начинают опускаться из брюшной полости. Матка и яичники плода женского пола располагаются внизу живота, кроме того, сформировалось влагалище.
Позвоночный столб содержит 33 позвонка, 150 суставов, около 1000 связок, которые поддерживают рост тела плода в длину и увеличение его массы.

### 23-24 недели

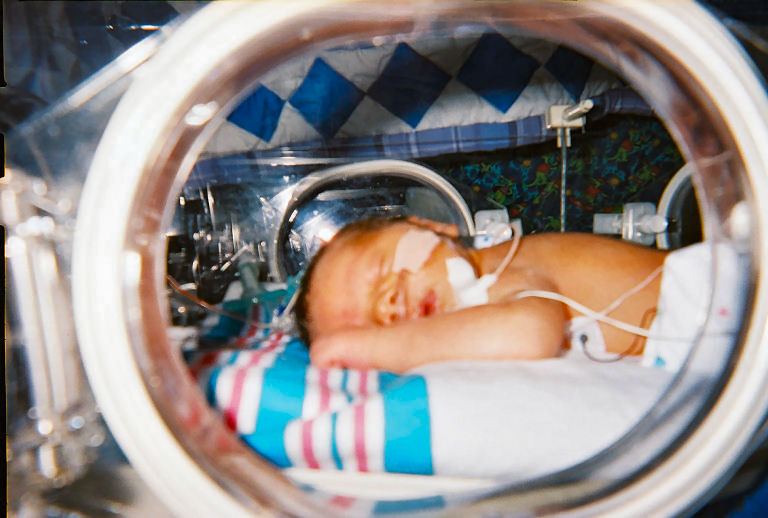
Ребёнок в инкубаторе

Все органы и системы полностью сформированы, он весит 500—600 г. До 24 недели полностью зрелыми становятся и лёгкие, альвеолы начинают продуцировать сурфактант, он препятствует их слипанию при дыхании. Пока что количество сурфактанта — ещё не достаточное для самостоятельного дыхания, в случае преждевременных родов ребёнок должен содержаться в кувезе со сложными аппаратными системами. Однако даже в случае выживания ребёнка высока вероятность инвалидности.
Важный тест — анализ крови на толерантность к глюкозе — чаще всего проводится между 24 и 28 неделями беременности. Этот анализ позволяет диагностировать гестационный диабет (временный тип диабета, который возникает во время беременности и может вызвать проблемы у новорождённого, например, низкий уровень сахара в крови). Гестационный диабет может также стать причиной проведения планового кесарева сечения, поскольку из-за болезни матери на момент родов ребёнок может быть очень большой.
В это время плод заполнил всю полость матки и начинает её растягивать, сама матка находится на уровне пупка, на высоте 24 см от лонной кости. Когда плод двигается, могут возникать кратковременные (1-2 минуты) схватки Брэкстона-Хикса. Они не представляют угрозы для плода и не означают прерывания беременности, а наоборот, готовят матку к родам, учат её сокращаться и расслабляться.
Поскольку внутреннее ухо — орган, который отвечает за равновесие тела — уже полностью развилось, плод может определять, в каком положении оно находится, и изменять его, активно передвигаясь в околоплодных водах.
Кожа плода становится менее прозрачной благодаря тому, что в ней вырабатывается пигмент. У него формируются уникальные отпечатки пальцев — точно таких же не будет ни у одного человека в мире.

### 25-27 недели

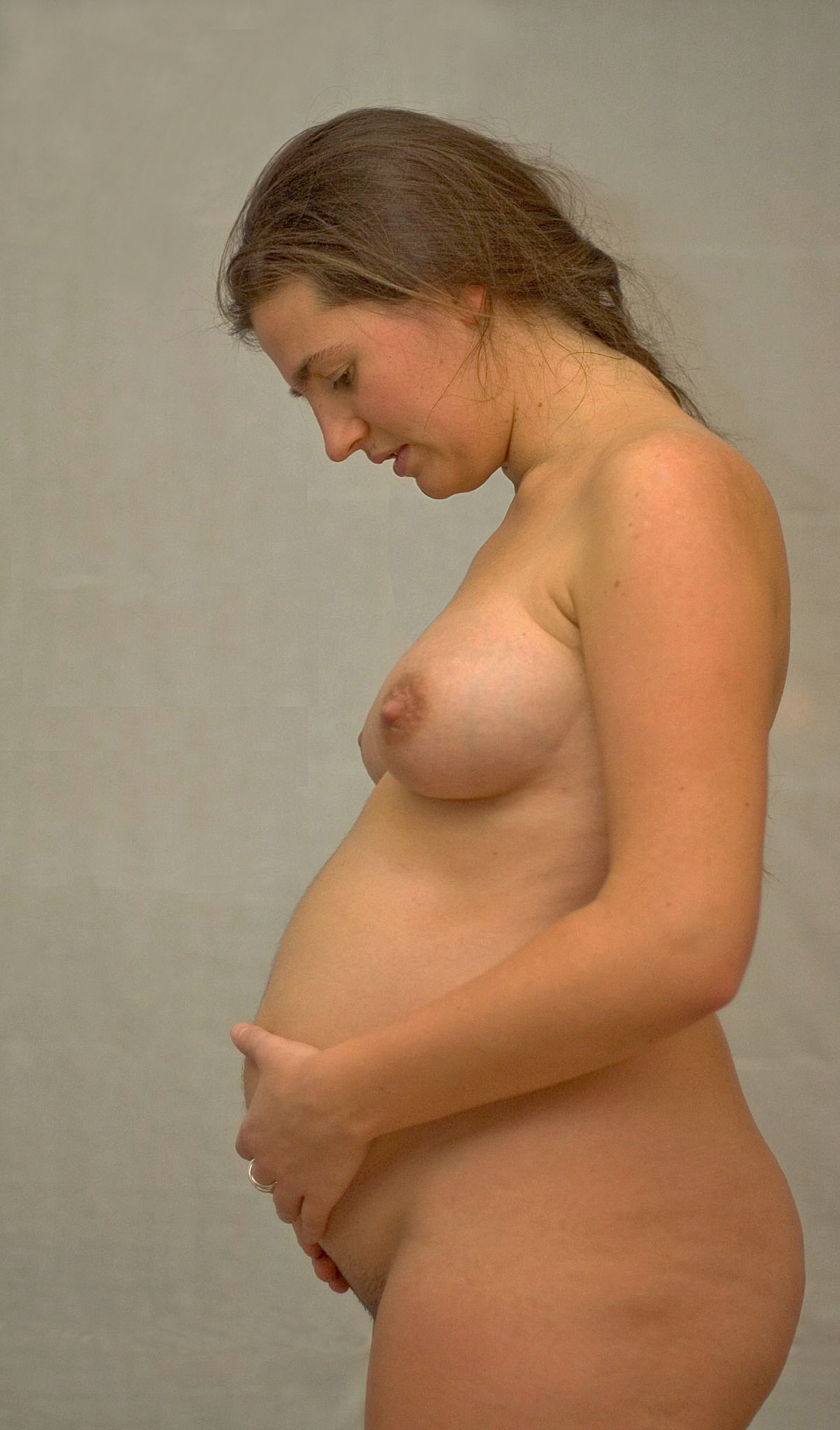
Женщина на 26 неделе беременности

На 25-й неделе вес плода достигает 700—750 г. У него совершенствуются структуры головного мозга, налаживается связь с надпочечниками, которые начинают вырабатывать адаптативные гормоны — глюкокортикоиды, а гипофиз — адренокортикотропный гормон, который также стимулирует деятельность надпочечников. В лёгких происходит усиленное созревание клеток, продуцирующих сурфактант. Однако плод, рождённый в это время, все ещё не способен самостоятельно дышать.
Хотя глаза плода были закрыты в течение последних нескольких месяцев, они скоро откроются и он сможет моргать. В зависимости от генов родителей некоторые дети рождаются с синими или серо-голубыми глазами (которые могут поменять цвет на протяжении первого года жизни), а некоторые — с карими или чёрными глазами. Ресницы и волосы на голове продолжают расти.
С 20-й по 28-ю неделю плод удваивает свой рост.
Система слуха, которая начала развиваться на 18-й неделе, теперь полностью сформирована. У плода мужского пола яички начинают опускаться в мошонку.
У матери благодаря плацентарному лактогену быстро увеличиваются молочные железы, появляется молозиво. В это время следует начинать подготовку грудей к грудному вскармливанию: их обмывают прохладной водой, протирают грубым полотенцем. Однако чрезмерное раздражение груди противопоказано, поскольку благодаря рефлекторной связи это приведёт к нежелательному сокращению матки.
На 27-й неделе размер плода — около 35 см, вес — почти 900 г. Он продолжает интенсивно развиваться, быстро растут мышцы, движения более активные и чередуются с периодами сна. Ультразвуковое исследование на этом сроке беременности часто фиксирует, как плод сосёт палец во сне или улыбается.
У плода очень активно развиваются структуры мозга.
С кожи плода начинают исчезать пушковые волосы, за исключением кожи в области плеч. Формируется волосяной покров головы. Хрящи носа и ушей мягкие. Ногти не доходят до конца пальцев ног и рук.
Дно матки поднялось на высоту 28 см над лоном, она давит на диафрагму, поэтому у матери могут возникать трудности с дыханием. Чтобы получать достаточное количество кислорода, она должна больше гулять на свежем воздухе, чтобы предотвратить застой крови в венах и, как следствие, развитие варикозной болезни, следует отдыхая, лежать на боку, и выполнять специальные упражнения для оттока крови.
Кроме того, на 27-28 неделе проводят исследования крови матери с I (0) группой крови или отрицательным резус-фактором, чтобы предотвратить развитие возможных гемолитической болезни новорождённых. Для этого матери вводится по назначению врача антирезусный иммуноглобулин в 28 недель и в первые 3 суток после родов, при условии, что резус-фактор рождённого ребёнка положительный.

## Третий триместр

### 28 неделя
Вес плода на 28 неделе беременности — около 1 кг, а размер — 38 см. Учитывая, что плод постоянно растет и занимает почти всю полость матки, его шевеления острее ощущаются беременной женщиной. Развитие плода на 28 неделе беременности обусловлено совершенствованием внутренних органов и их функций.
В коре головного мозга увеличивается количество извилин, четко обозначены большие полушария. Функционируют органы пищеварения: совершенствуется перистальтика кишечника, поджелудочная железа вырабатывает ферменты, а печень — желчь. За процесс кроветворения отвечает костный мозг, ранее эту функцию выполняли печень и селезенка. В легких завершается формирование бронхиальных трубок, дыхательная система практически готова к самостоятельному функционированию вне утробы матери. На глазах появились ресницы, малыш время от времени приоткрывает веки. Зрительные анализаторы развиты настолько, что плод на 28 неделе беременности уже может фокусироваться на определённой точке. Он ощущает вкус и запах околоплодных вод, реагирует на свет и звуки. Кожа плода светлеет, раньше она была красноватого оттенка. Первородной смазки становится заметно меньше. Тело покрывается прослойкой жира, который отвечает за теплообмен. Плод полнеет, появляются складочки и округлые формы. Формирование скелета находится на финальной стадии, с этого момента начинается процесс укрепления костной ткани.
На 28 неделе при неблагоприятном течении беременности вероятен риск преждевременных родов. В большинстве случаев преждевременные роды заканчиваются положительно для ребёнка, летальные исходы регистрируются редко.

### 29-30 недель
Дно матки поднялось на высоту 30 см над лоном. Матери трудно дышать, возрастает частота пульса, может увеличиваться артериальное давление. Важно строго контролировать вес матери для предотвращения явлений преэклампсии, которая сопровождается отеками, критическим увеличением артериального давления, появлением белка в моче. В это время вес матери может увеличиваться не более чем на 50 г в сутки, или на 300 г в неделю.
Другое осложнение этого периода — синдром нижней полой вены, который развивается из-за сдавления вены маткой. Синдром проявляется внезапными обмороками даже при отсутствии нагрузок. Чтобы предотвратить осложнение, следует отдыхать, только лежа на боку.
На 29-й неделе размер плода — 37 см, вес около — 1150 г.
С этого момента и до самых родов каждый плод набирает вес по-своему. В случае преждевременных родов в этом сроке новорождённый без сопутствующей патологии при тщательном профессиональном уходе может выжить. Его мозг может распознавать ритм дыхания и контролировать температуру тела, поэтому при преждевременных родах необходимость в искусственной вентиляции лёгких будет маловероятна.

### 31-32 недели
На этом сроке беременности важно узнать, какое положение в матке занимает плод. Оно может быть продольным, поперечным, косым. Правильным считается только продольное положение плода. Определяется также предлежание плода — головное или тазовое. Головное предлежание плода безопаснее при родах. Если предлежание тазовое, у плода есть ещё около 8 недель, чтобы перевернуться в матке. Также существуют методы содействия переворачиванию плода, которые может назначить только врач. После переворачивания плода беременная женщина обычно надевает брюшной бандаж, чтобы закрепить головное предлежание.
На 32-й неделе вес плода — от 1500 до 1800 г. В случае преждевременных родов его шансы выжить гораздо выше, чем в предыдущие недели. Однако лёгкие все ещё недостаточно зрелы, и новорождённому понадобится кувез и дыхательный аппарат.

### 33-34 недели

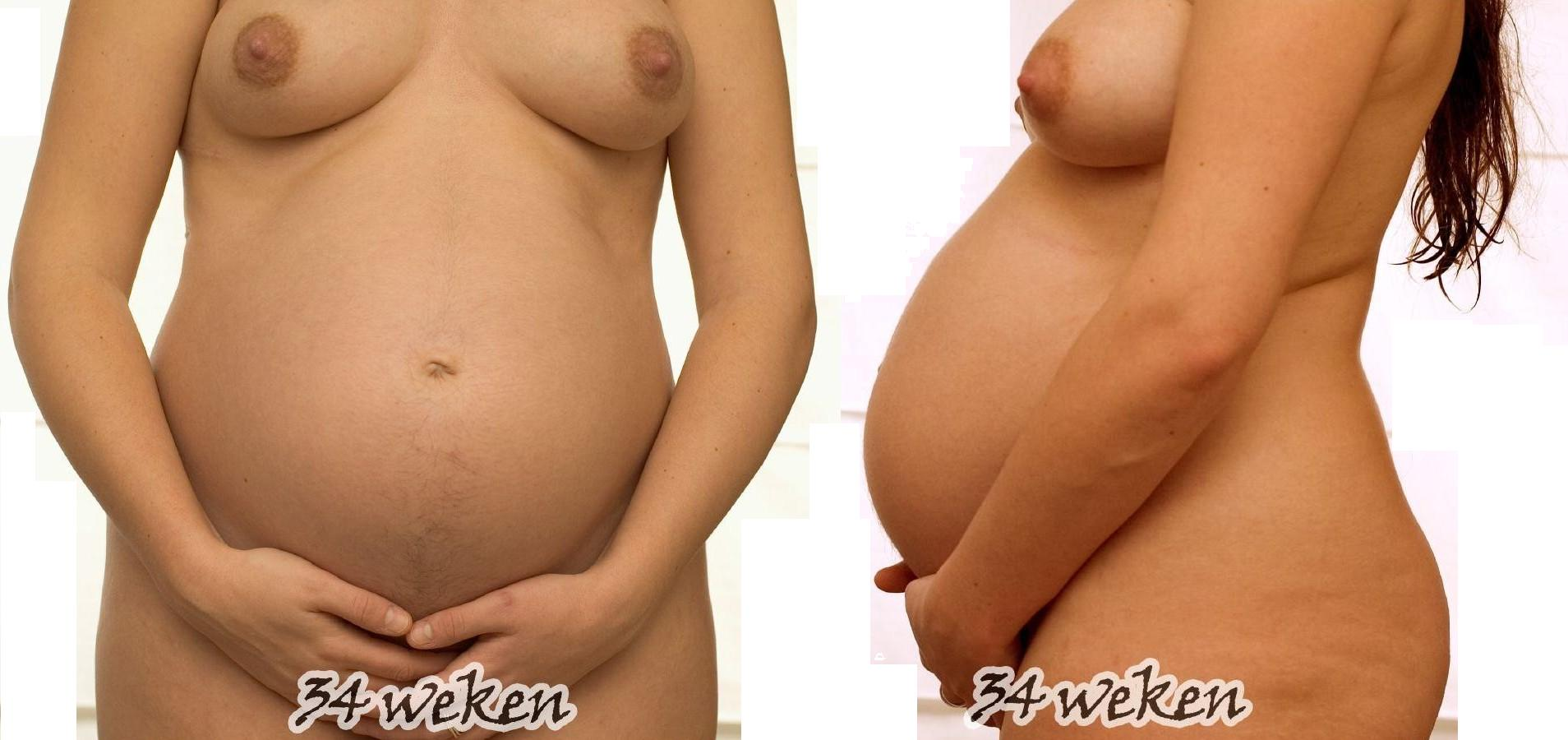
Женщина на 34 неделе беременности

На 33—34-й неделе рост плода — до 40 см, вес — до 1800—2100 г.
К концу 34 недели лёгкие плода становятся вполне зрелыми, они смогут вырабатывать достаточное количество сурфактанта, чтобы дышать самостоятельно вне лона матери. Однако в случае преждевременных родов ребёнку все равно потребуется кувез, поскольку подкожных жировых клеток у него ещё мало. Хотя шансы на выживание у детей, рождённых на этом сроке, больше, всё же остаётся риск инвалидности.
Тельце его все покрыто пушком и сыровидной смазкой, ушные раковины ещё очень малы, но уже начинают расправляться, у плода мужского пола яички опускаются в мошонку. Смазка, покрывающая кожу плода, становится тоньше, а лануго почти полностью исчезает. Чувствительна вся поверхность тела. Во время материнского оргазма регистрируются изменения сердечной деятельности плода.

### 35-36 недели
Самочувствие женщины становится неудовлетворительным. Ей трудно дышать, особенно лежа, пища вызывает изжогу и тяжесть в желудке, активность побуждает плод больно толкаться в области печени. Это происходит из-за того, что тяжёлая, расширенная плодом матка давит на диафрагму, желудок и лёгкие.
К 35—36-й неделе рост плода — 46 см, вес — около 2400 г. Нервная и иммунная системы плода все ещё созревают, кроме этого, он набирает жир, который необходим для терморегуляции. В остальном, от ногтей на руках и до волос на голове, он полностью сформирован. Если он родится сейчас, у него будет больше 99 % вероятности выживания. Сейчас он набирает от 250 до 350 г в неделю. Поскольку плод быстро растёт, теперь ему тесно в матке — поэтому количество движений может уменьшиться.
На 36 акушерской неделе дно матки поднялось на самую высокую точку за всю беременность.
Кости черепа все ещё подвижные — им придётся наслаиваться друг на друга, пока голова будет проходить через родовые пути. Эта особенность помогает ребёнку появиться на свет.
Большинство двойняшек появляются на свет именно в эти недели.

### 37-38 недели
Начиная с 37 недели беременность считается полностью доношенной — плод завершил своё развитие.
На 37—38-й неделе рост ребёнка — до 50 см, вес — от 2,7 до 3 кг.
Самочувствие матери несколько улучшается: ей легче дышать, поскольку голова плода плотно прилегает к входу в таз, и дно матки смогло опуститься ниже. Однако могут возникать боли в пояснице, а нерегулярные схватки становятся все чаще.
В это время с просьбой о заблаговременной госпитализации должны обратиться женщины, которые перенесли в прошлом операцию на матке или если во время предыдущих родов ребёнок погиб.
На этой неделе у матери может отойти пробка — слизистая субстанция, которая в течение всей беременности закрывала матку от инфекций. Она выходит за несколько недель, дней или часов до родов (а иногда и непосредственно в них). По виду пробка похожа на плотное желе, она может быть прозрачной, желтоватой, коричневой или с прожилками. Шейка матки начинает готовиться к схваткам, и тогда пробка выходит.
Ребёнок может родиться в любое время, но чем дольше (в пределах срока беременности) он остаётся в матке, тем больше времени у него есть, чтобы развивать свой мозг в условиях покоя, тепла и тьмы. До этого момента он умеет делать все то же, что новорождённый, за исключением вдыхания воздуха и загрязнения подгузников. Не стоит пытаться вызвать схватки «народными» средствами или касторкой. Травы и биодобавки могут содержать опасные компоненты, а неграмотная самостимуляция — спровоцировать отслойку плаценты, кровотечение и другие тяжелые последствия.

### 39-40 недели
Плод ещё немного прибавил в массе. Его вес может превышать 3 кг.
Все органы и системы полностью зрелые, достаточно подкожных жировых клеток, развитые органы чувств, скоординированы движения. На коже ребёнка имеется совсем небольшое количество смазки, которая уже не сможет защитить её от воздействия околоплодной жидкости. Если по каким-то причинам роды задерживаются, то уменьшение смазки ведёт к мацерации незащищённых мест, в первую очередь появляются «банные» стопы и ладошки или «руки прачки». Пушок сохраняется только на плечиках. Ноготки выступают над фалангами пальцев. Наружные половые органы уже развиты — у мальчиков — яички в мошонке, у девочек — большие половые губы прикрыли малые.

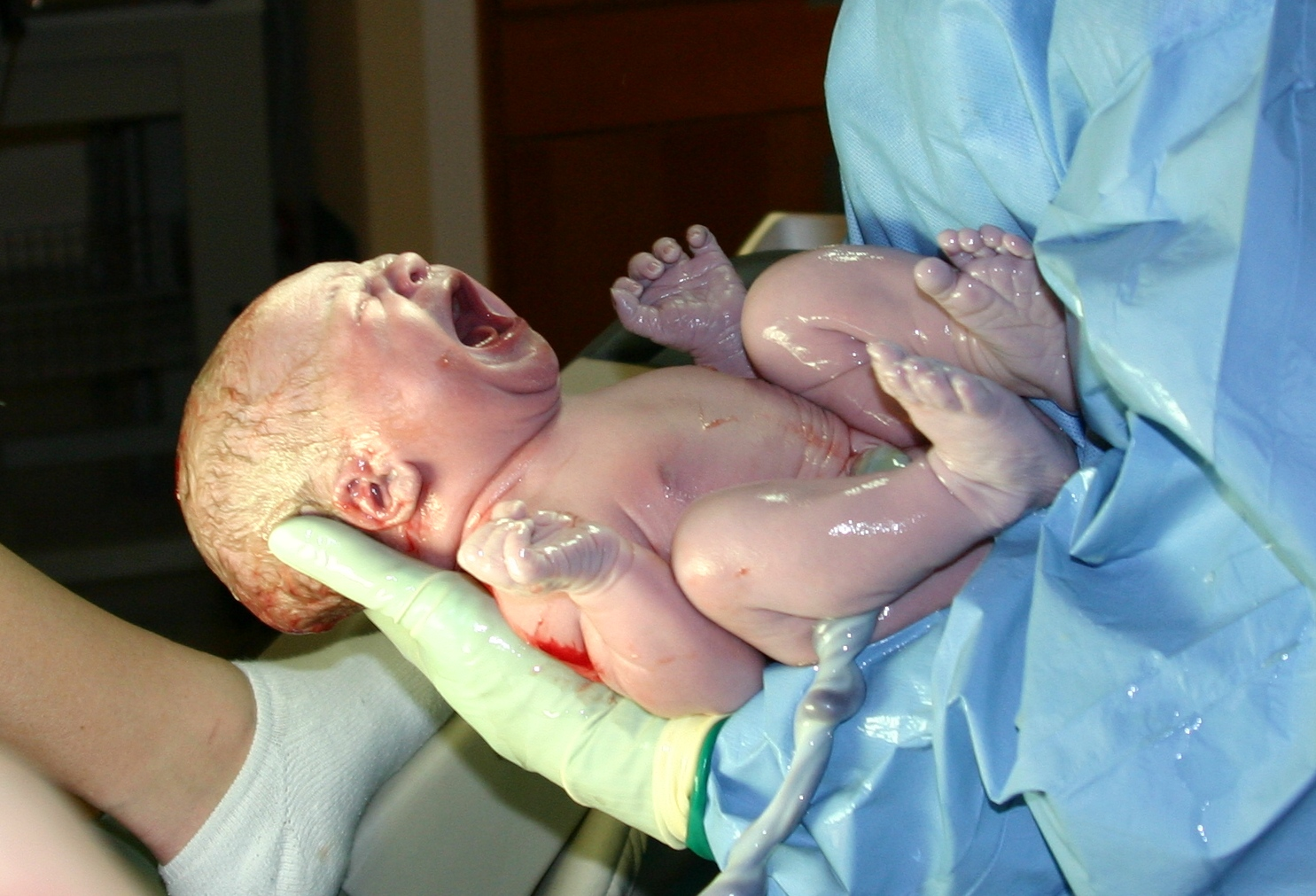
Новорождённый младенец через несколько секунд после рождения

О начале родов свидетельствуют схватки, которые повторяются каждые 10 минут, отток амниотической жидкости и кровянистые выделения.
Роды — естественный физиологический процесс, завершающий беременность и заключающийся в изгнании плода и последа из матки через канал шейки матки и влагалище, называемыми в этом случае родовыми путями. Начало родов предваряется появлением схваток.
Первая стадия — сокращение матки с определёнными интервалами (схватки), которые необходимы для истончения и раскрытия шейки матки (до 10 сантиметров в диаметре). Второй этап — потуги, когда роженица мышцами живота выталкивает ребёнка в родовые пути, а затем — и наружу. Во время третьей стадии рождается плацента. Если во время родов схватки не прогрессируют или здоровье оказывается под угрозой, врач может ускорить процесс с помощью прокалывания плодных оболочек или введения гормона окситоцина внутривенно. В том случае, когда беременность относится к группе высокого риска или риск для жизни возникнет в процессе родов, может потребоваться экстренное кесарево сечение.
В день запланированных родов рожают лишь 5 % женщин, большинство из них становится мамами в течение двух недель до или после этой даты. Если дата родов прошла, врач может направить беременную на УЗИ и мониторинг состояния плода — потом выбрать дальнейшую тактику — ждать или стимулировать роды.
У детей, появившихся на свет, головка деформирована после прохождения через родовой канал, тело покрыто слизью и кровью. Кожа ребёнка может быть бледной, с участками сухости, сыпи — эти варианты являются нормой. Из-за присутствия в организме ребёнка материнских гормонов его гениталии (мошонка у мальчика и половые губы у девочек) могут быть увеличены. Это нормально и пройдёт через несколько дней.
Непосредственно после рождения врач сделает аспирацию слизи из носа и рта ребёнка — и тот издаст свой первый крик. Ребёнку перерезают пуповину.
Чтобы определить жизненные показатели ребёнка, врачи проведут ряд обследований, таких как определение состояния новорождённого по шкале Апгар, измерят его рост и вес.